# Паливні емульсії
Паливні емульсії — емульсії «вода — мазут», «вода — дизельне паливо», «вода — мазут — вугільний пил». Вивчення водопаливних і, зокрема, водомазутних емульсій (ВМЕ), почалося в 60-х роках минулого століття. Теоретичні і прикладні дослідження однозначно свідчать про те, що переведення котлів на паливні емульсії є
доцільним, тому що це покращує як їх енергетичні показники, так і екологічну чистоту викидів. Водяна пара розпадається на радикали, які каталізують окиснювальні реакції при горінні палива.